# Przestrzeń kostyczna
Przestrzeń kostyczna – przestrzeń {\displaystyle T_{P}^{*}(M)} dualna do {\displaystyle T_{P}(M),} czyli do przestrzeni stycznej do rozmaitości różniczkowej {\displaystyle M} w punkcie {\displaystyle P.}